# Kaligentong (Gladagsari)
Kaligentong is een bestuurslaag in het regentschap Boyolali van de provincie Midden-Java, Indonesië. Kaligentong telt 5707 inwoners (volkstelling 2010).